# Juan Musso
Juan Agustín Musso  (San Nicolás, 6 mei 1994) is een Argentijns voetballer die als doelman speelt. Hij verruilde Udinese in juli 2021 voor Atalanta Bergamo. Musso debuteerde in 2021 in het Argentijns voetbalelftal.

## Clubcarrière

### Racing Club
Musso stroomde in 2012 door vanuit de jeugd van Racing Club. Hier zat hij vijf jaar af en toe op de bank als reservekeeper achter Sebastián Saja en daarna Agustín Orión. Nadat die allebei waren vertrokken, schoof coach Diego Cocca Musso naar voren als nieuwe eerste doelman. Hij speelde dat jaar 28 wedstrijden, waaronder ook zes in de Copa Libertadores.

### Udinese
Musso verruilde Racing in juli 2018 voor Udinese. Hij begon ook hier als reservedoelman, achter Simone Scuffet. Na drie maanden in seizoen 2018/19 won hij de concurrentiestrijd alsnog en werd hij zelf eerste keus. Vanaf dat moment keepte hij drie jaar lang iedere wedstrijd bij de Italiaanse club. Hij miste alleen in oktober 2020 drie wedstrijden vanwege een blessure.

### Atalanta Bergamo
Musso tekende in juli 2021 bij Atalanta Bergamo, dat circa 20,5 miljoen euro voor hem betaalde aan Udinese. Met Atalanta speelde hij in 2021/22 voor het eerst in zijn carrière in de Champions League, tegen Villarreal, Young Boys en Manchester United. Atalanta en hij werden derde in de groepsfase. Hierdoor speelde hij na de winterstop ook voor het eerst in de Europa League. Hij miste slechts vijf wedstrijden in alle competities dat seizoen.
Na 24 competitiewedstrijden in zijn tweede jaar speelde hij slechts elf wedstrijden in de Serie in het seizoen 2023/24. Wel was hij de vaste keeper in de Europa League, die Atalanta op 22 mei 2024 won door met 3-0 te winnen van het tot dan toe nog ongeslagen Bayer Leverkusen.

## Clubstatistieken
| Seizoen | Club             | Competitie       | Competitie | Competitie | Beker | Beker | Internationaal | Internationaal | Totaal | Totaal |
| Seizoen | Club             | Competitie       | Wed.       | Dlp.       | Wed.  | Dlp.  | Wed.           | Dlp.           | Wed.   | Dlp.   |
| ------- | ---------------- | ---------------- | ---------- | ---------- | ----- | ----- | -------------- | -------------- | ------ | ------ |
| 2016/17 | Racing Club      | Primera División | 1          | 0          | 2     | 0     | 5              | 0              | 8      | 0      |
| 2017/18 | Racing Club      | Primera División | 22         | 0          | 0     | 0     | 6              | 0              | 28     | 0      |
| 2018/19 | Udinese          | Serie A          | 29         | 0          | 0     | 0     | —              | —              | 29     | 0      |
| 2019/20 | Udinese          | Serie A          | 38         | 0          | 1     | 0     | —              | —              | 39     | 0      |
| 2020/21 | Udinese          | Serie A          | 35         | 0          | 1     | 0     | —              | —              | 36     | 0      |
| 2021/22 | Atalanta Bergamo | Serie A          | 33         | 0          | 2     | 0     | 12             | 0              | 47     | 0      |
| 2022/23 | Atalanta Bergamo | Serie A          | 24         | 0          | 2     | 0     | —              | —              | 26     | 0      |
| 2023/24 | Atalanta Bergamo | Serie A          | 11         | 0          | 1     | 0     | 12             | 0              | 24     | 0      |
| Totaal  | Totaal           | Totaal           | 193        | 0          | 9     | 0     | 35             | 0              | 237    | 0      |

Bijgewerkt t/m 23 mei 2024.

## Interlandcarrière
Musso debuteerde op 26 maart 2019 in het Argentijns voetbalelftal, in een oefeninterland tegen Marokko. Hij behoorde vanaf dat moment vrijwel altijd tot de selectie van de nationale ploeg als reservedoelman, eerst achter Franco Armani en daarna Emiliano Martínez. Musso maakte op die manier deel uit van de Argentijnse ploeg op zowel de Copa América 2019 als de Copa América 2021, maar speelde op beide toernooien geen minuut.